# 機械仕掛けの遊園地 -Electric Wonderland-
『機械仕掛けの遊園地 -Electric Wonderland-』（きかいじかけのゆうえんち エレクトリックワンダーランド）は、2018年6月20日、ZAIN RECORDSから発売されたAKIHIDEの6枚目のオリジナルアルバム。

## 概要
“棄てられた遊園地にひとり残されたお化けのフィーリーが大切な想い出と新しい自分に出会う物語”が描かれたコンセプトアルバム。アルバムにはCDのほか、AKIHIDE自身がストーリーの考案や作画を手がけた120ページの絵本が付属する。初回限定盤には絵本のほかにもDVDが同梱される。
「Ghost」のプロモーションビデオはサウンドや歌詞を垣間見ることができる。AKIHIDEが佇むアルバムのジャケットアートワークの世界が機械仕掛けのごとく巻き戻っていくシーンに仕上がった。

## 収録曲

### CD
1. プラネタリウム
2. Ghost
3. My Little Clock
4. Wonderland
5. ブリキの花
6. タンポポ
7. 月夜のララバイ
8. 朝顔のマーチ
9. 風の歌
10. 瓦礫の王様
11. 砂の海
12. 夕凪のパレード

作詞・作曲・編曲：AKIHIDE (#ALL)
ストリングスアレンジ：池田大介 (#3, 4)

### DVD
「Documentary Wonderland」

## レコーディング参加
- AKIHIDE - ボーカル、ギター、プログラミング
  - 蓮花 - ゲストボーカル (#3)
  - 石井悠也 - ドラム (#1, 2, 4)
  - 城戸紘志 - ドラム (#3, 8, 10, 12)